# Il sindaco e i consiglieri della città di Parigi deliberano di tenere una festa in onore di Luigi XIV presso il municipio cittadino per la riconciliazione del 1689
Il sindaco e i consiglieri della città di Parigi deliberano di tenere una festa in onore di Luigi XIV presso il municipio cittadino per la riconciliazione del 1689 è un dipinto realizzato nel 1689 dal pittore francese Hyacinthe Rigaud ed oggi esposto al musée de Picardie di Amiens.

## Storia dell'opera
Il 14 luglio 1689, lo scultore Antoine Coysevox venne chiamato a sostituire la statua marmorea di Luigi XIV eretta nel 1654 da Gilles Guérin nel cortile del municipio di Parigi, la quale rappresentava il re come un giovane eroe romano che calpestava la figura allegorica del Fronda.
In effetti, per riconciliarsi con la capitale che un tempo gli era stata ribelle, il re si era portato a cenare al municipio cittadino il 30 gennaio 1687, evento che portò a numerosi festeggiamenti ed alla produzione di nuove opere d'arte. Fu proprio l'8 agosto successivo che il sindaco di Parigi e gli assessori del comune decisero di celebrare l'evento del 30 gennaio con la commissione di un dipinto celebrativo di un momento storico importante non solo per la storia della città di Parigi, ma anche per il regno intero.
Il 1 aprile 1689, sembra che il sindaco Henri de Fourcy abbia firmato un contratto con Nicolas de Largillierre. Del dipinto, per quanto oggi perduto, ci rimangono ad ogni modo degli schizzi preparatori (Museo dell'Ermitage e Museo del Louvre). Esistono però per l'opera anche due schizzi eseguiti da Hyacinthe Rigaud, fatto che sembra dimostrare che l'artista è stato per un certo periodo considerato per l'esecuzione dell'opera ma poi, per una ragione sconosciuta, non ne venne realizzata una versione definitiva da consegnare al municipio. Probabilmente i due artisti lavorarono insieme allo schema compositivo dell'opera.

## Descrizione dell'opera

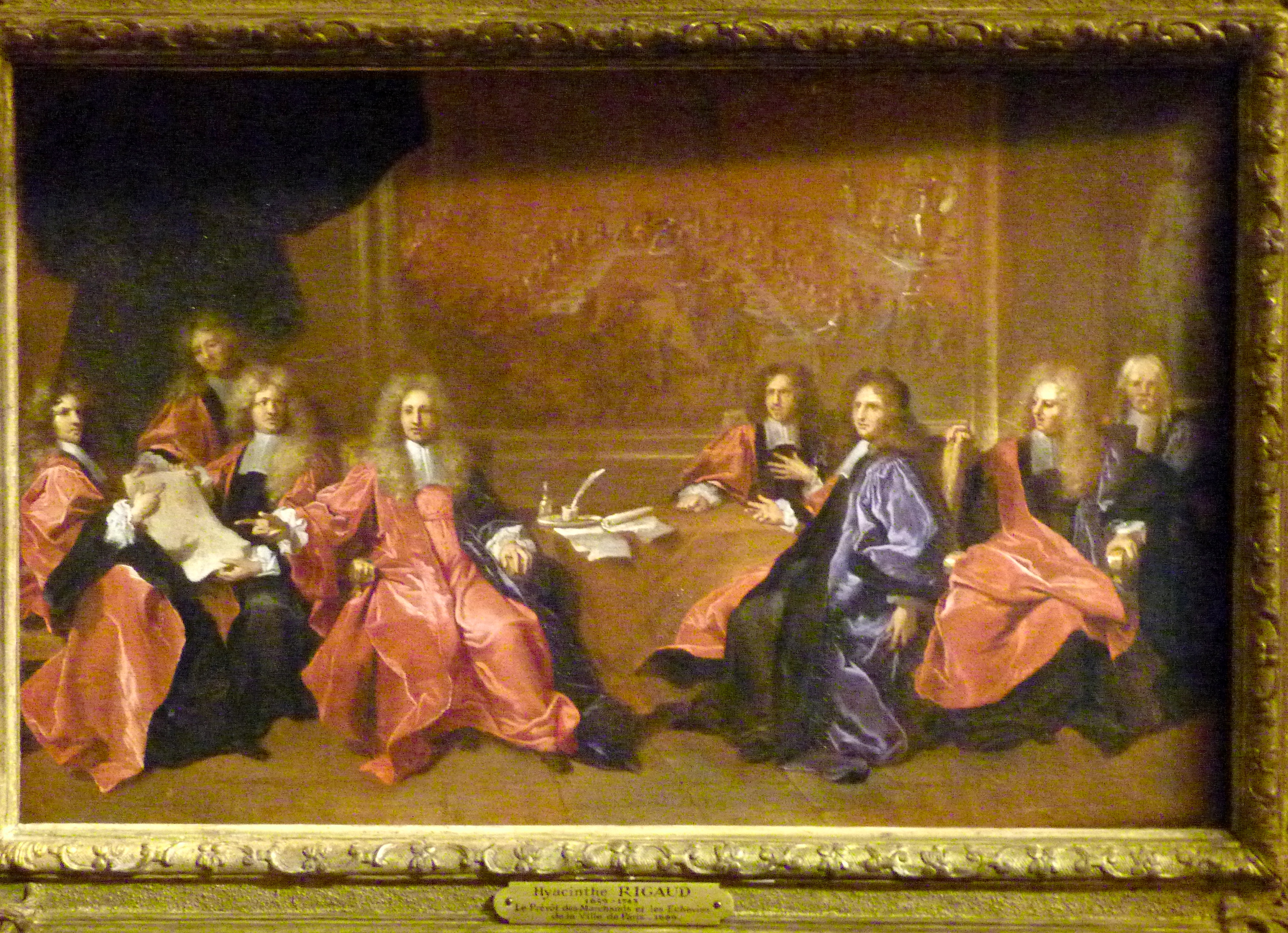
La seconda versione dell'opera di Rigaud.

Nei dipinti preparatori che ancora oggi si conservano, è possibile notare la chiarezza espositiva del dipinto che Rigaud avrebbe dovuto realizzare in collaborazione con Largillierre. I gruppi di persone presenti nel dipinto sono divisi in due, uno col sindaco e gli assessori, mentre sull'altro fronte il procuratore della capitale, un impiegato e un funzionario, entrambi disposti alle estremità di un tavolo, in una stanza la cui parete di fondo è occupata da un grande dipinto immaginario che rappresenta la cena del re al municipio. Lo stesso Largillierre che firmò il contratto ebbe una committenza specifica: "Di fronte verranno rappresentati gli ufficiali del municipio cittadino seduti mentre deliberano cosa lasciare di significativo di quest'esperienza alla città, mentre sul retro si troverà una rappresentazione di quella giornata paradisiaca […] ”.
Nello schizzo di Rigaud è possibile vedere chiaramente gli assessori che discutono del progetto statuario di Coysevox che, nella seconda versione dell'opera di Rigaud, è mostrato ancora meglio da un disegno srotolato su pergamena e tenuto da uno degli assessori. Nella prima versione, all'estrema sinistra, è possibile riconoscere la figura di Coysevox e del suo assistente che presentano il modello all'amministrazione comunale. Rigaud, da vero storico, vuole sottolineare la partecipazione di tutte le arti in un momento storico così importante, ponendo in primo piano gli emblemi accademici: "accanto al globo terrestre della geometria, la bussola dell'architetto, un busto marmoreo, il martello e lo scalpello dello scultore, la tavolozza e i pennelli del pittore”.
La seconda versione del dipinto venne realizzata nel 1729 ed oggi è conservata al museo Carnevalet. Essa è stata per lungo tempo attribuita a Largillierre sino al 1937 quando Gaston Brière smentì quest'affermazione, affermazione confermata anche nel 1976 da Georges de Lastic che per primo attribuì entrambi i dipinti preparatori a Hyacinthe Rigaud, basandosi su altri schizzi del pittore che rappresentavano degli studi dell'artista sul medesimo tema. In quell'occasione vennero eseguiti nuovi studi sulla prima opera, identificando i quattro assessori a destra come Henry Herlau, Pierre Lenoir, Claude Bellier e Vincent Marescal; gli ultimi tre furono coloro che firmarono il contratto con Largillierre. Al centro si trova il sindaco Henri de Fourcy, a sinistra del tavolo, vestito di una tonaca rossa e un vestito di velluto; Jean-Martin Mitantier, impiegato, in piedi a sinistra sullo sfondo; Nicolas Boucot alla destra di Mitantier con un cappotto di velluto scuro; Ludwig Maximilian di Titon, pubblico ministero in abito rosso vicino a de Fourcy. Lastic concordò anche nell'identificare Coysevox come l'uomo in piedi a sinistra.